# ورزشگاه چندمنظوره

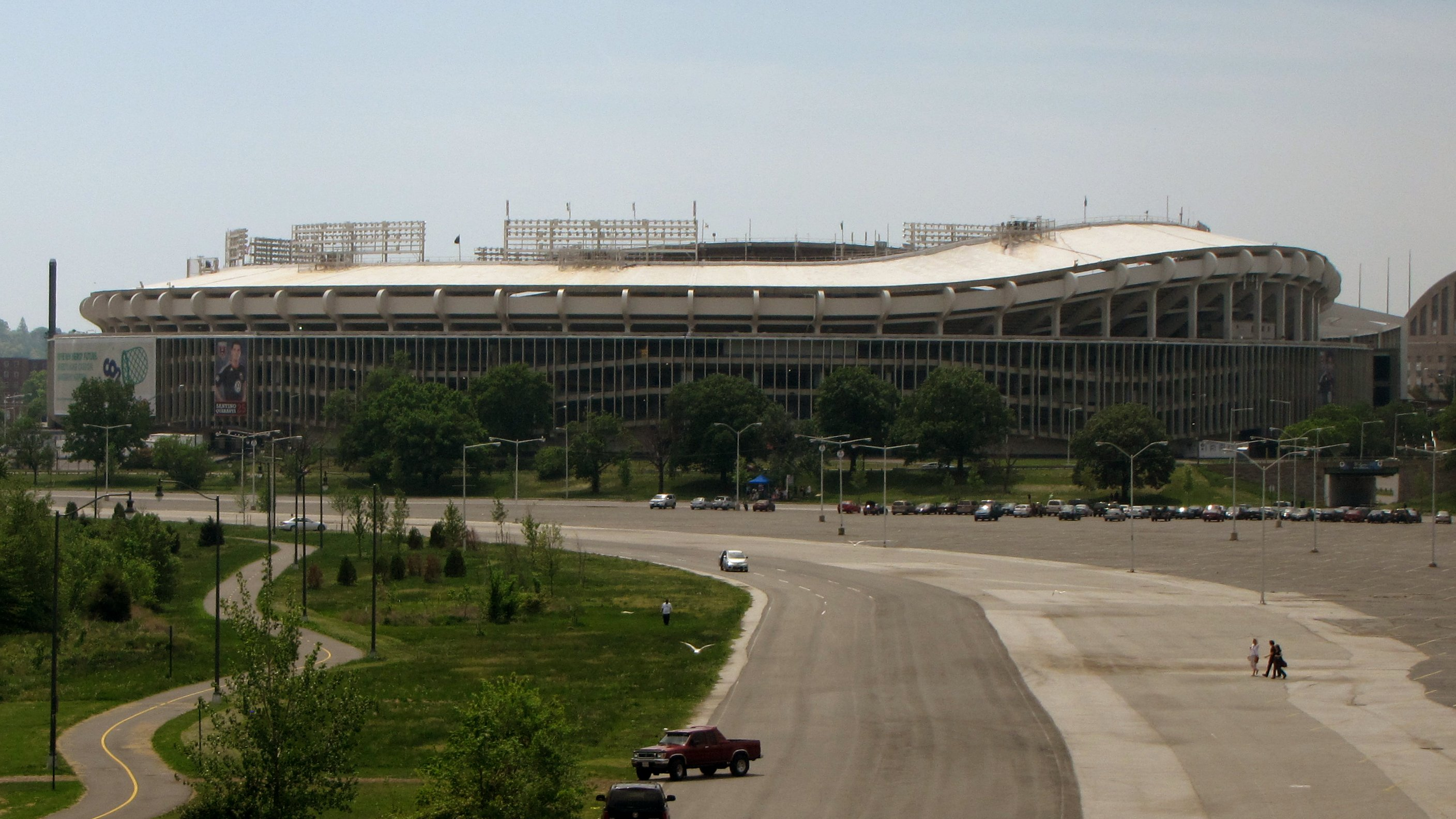
ورزشگاه یادبود رابرت اف. کندی'، یک ورزشگاه چند منظوره در واشینگتن، دی سی، ایالات متحده

ورزشگاه چند منظوره، نوعی از ورزشگاه است که به گونه ای طراحی شده‌است که به راحتی برای انواع رویدادها استفاده شود. در حالی که هر ورزشگاه به‌طور بالقوه می‌تواند میزبان بیش از یک نوع ورزش یا رویداد باشد، این مفهوم معمولاً به یک فلسفه طراحی خاص اشاره دارد که بر ویژگی‌های چند منظوره تأکید می‌کند. بیشتر در کانادا و ایالات متحده استفاده می‌شود.
در آمریکای شمالی، ورزشگاه‌های چند منظوره عمدتاً در دهه‌های ۱۹۷۰ و ۱۹۶۰ به عنوان ورزشگاه‌های خانگی مشترک برای تیم‌های لیگ برتر بیسبال و لیگ ملی فوتبال یا لیگ فوتبال کانادا ساخته شدند. در دهه ۱۹۸۰ برخی از ورزشگاه‌ها بازسازی شدند تا امکان پیکربندی چند منظوره فراهم شود. این نوع ورزشگاه با دوران حومه نشینی همراه است، که در آن بسیاری از تیم‌های ورزشی هواداران خود را از شهرهای بزرگ به مناطقی با زمین‌های ارزان‌تر و فراوان‌تر دنبال می‌کردند. آنها معمولاً در نزدیکی بزرگراه‌ها ساخته می‌شدند و دارای پارکینگ‌های بزرگ بودند، اما بندرت به حمل و نقل عمومی متصل می‌شدند. از آنجایی که ورزشگاه‌های چند منظوره به ندرت برای هر دو ورزش که معمولاً در آن‌ها قرار می‌گیرند ایده‌آل بودند، در دهه ۱۹۹۰ مورد توجه قرار نگرفتند. با تکمیل مجتمع ورزشی ترومن در کانزاس سیتی در سال ۱۹۷۳، الگویی برای ورزشگاه‌های هدف ساخته شد.
در خارج از آمریکای شمالی، این اصطلاح به ندرت استفاده می‌شود، زیرا فوتبال تنها ورزش تیمی اصلی در فضای باز در بسیاری از کشورها است. در بسیاری از کشورهای دیگر، فوتبال و راگبی به راحتی می‌توانند با تغییر مکان محدودی که فراتر از تغییرات تیرک دروازه و علامت گذاری خطوط لازم است، همزیستی داشته باشند. در استرالیا، بسیاری از زمین‌های ورزشی هم برای فوتبال و هم برای کریکت با قوانین استرالیا مناسب هستند، زیرا زمین‌ها و قوانین استرالیا روی بیضی‌های کریکت وضع شده‌اند. در برخی موارد، مانند ورزشگاه استرالیا در سیدنی، ورزشگاه داکلندز در ملبورن، و ورزشگاه ملی در سنگاپور، ورزشگاه‌ها به گونه ای طراحی شده‌اند که بین پیکربندی بیضی شکل برای کریکت و فوتبال قوانین استرالیا و پیکربندی مستطیلی برای راگبی و فوتبال تبدیل شوند. و در مورد ورزشگاه ملی سنگاپور، یک پیکربندی دو و میدانی نیز. ورزشگاه‌های فوتبال از لحاظ تاریخی به عنوان میدان‌های دوومیدانی نیز خدمت کرده‌اند، و برخی (مانند ورزشگاه المپیک در برلین) هنوز هم این کار را انجام می‌دهند، در حالی که نسل جدیدتر اغلب پیست دومیدانی ندارند تا به هواداران اجازه نزدیک‌تر شدن به زمین مسابقه را بدهد. این امر مشکلاتی را برای ایجاد مکان‌های بزرگ دو و میدانی برای مسابقات قهرمانی بزرگ ایجاد کرده‌است، زیرا هواداران کمتر مایل به پذیرش مصالحه‌های مورد نیاز در طراحی چنین ورزشگاه‌هایی هستند.